# Minus the Bear
Minus the Bear est un groupe de rock américain originaire de Seattle. Fondé en 2001, le groupe se compose d'anciens membres de Botch, Kill Sadie et Sharks Keep Moving. Ils ont fait l'ouverture du festival "Rock en Seine" à Paris le 27 août 2010.

## Historique
Minus the Bear est un groupe de rock indépendant formé à Seattle, Washington, aux États-Unis en 2001. Ils ont réalisé quatre albums et quatre EP. 
Le groupe se compose de Jake Snider (chant, guitare), Dave Knudson (guitare), Cory Murchy (basse), Alex Rose (claviers, chant) et Erin Tate (batterie).
Le 2 janvier 2006, Matt Bayles, claviériste et producteur pour Minus the Bear, annonce qu'il quitte le groupe pour se consacrer à plein temps à sa carrière de producteur. Son dernier concert avec le groupe se déroule le 28 janvier 2006. En conséquence, il est remplacé par Alex Rose, qui avait précédemment travaillé comme ingénieur du son sur le deuxième album du groupe, Menos el Oso.
Interpretaciones del Oso, un album de remises de chansons de leurs deuxième album Menos el Oso, est sorti le 20 février 2007, via Suicide Squeeze Records.
Le troisième album du groupe, intitulé Planet of Ice, est sorti le 21 août 2007 via Suicide Squeeze Records, il se compose de dix pistes. Avec la première édition et exclusivement via iTunes on retrouve une piste bonus appelée "Cat Call & Ill Means", un CD bonus contenant deux faces-B, "Electric Rainbow" et "Patiently Waiting", une version démo d'"Ice Monster" et un remix par P.O.S du premier single de l'album "Knight".
En 2008 le groupe enregistre quatre pistes live au Daytrotter qui sont distribués gratuitement aux membres de leur site internet. Plus tard cette année, le groupe réalise aussi un EP acoustique nommé Acoustics, qui contient une chanson inédite, "Guns & Ammo", et un enregistrement acoustique de six chansons sorties précédemment.
Le 27 octobre 2009, ils sortent un single de deux chansons, Into The Mirror sur divers sites internet et vendent exclusivement une version vinyle à leurs concerts.
Le 17 février 2009, Dangerbird Recors annonce qu'ils ont signé Minus The Bear et qu'ils distribueront le prochain album du groupe. Une semaine plus tard, ils annoncent que le prochain album s'appelle Omni et qu'il sortira le 4 mai 2010.
Le 5 août 2010, Minus the Bear fait la première partie d'un autre groupe de Seattle, Soundgarden, pour leur concert pré-Lollapalooza à Chicago, Illinois, au Vic Theatre.
Le 9 janvier 2012, le groupe commence les enregistrements de leur cinquième album avec leur ancien producteur et claviériste, Matt Bayles.

## Origine du nom
Le nom "Minus the Bear" vient d'une private joke entre les membres du groupe, en référence à la série des années 1970, B.J. and the Bear. « A friend of the band had gone on a date, » explique Jake Snider, « and one of us asked him afterwards how the date went. Our friend said, "You know that TV show from the '70s B.J. and The Bear? It was like that... minus The Bear." C'est la stricte vérité. » 

## Discographie

### Albums
- 2002 : Highly Refined Pirates, Suicide Squeeze Records
- 2005 : Menos el Oso, Suicide Squeeze Records
- 2007 : Planet of Ice, Suicide Squeeze Records
- 2010 : Omni, Dangerbird Records
- 2012 : Infinity Overhead, Dangerbird Records
- 2017 : Voids, Suicide Squeeze Records

### EP
- 2001 : This Is What I Know About Being Gigantic, Suicide Squeeze Records
- 2002 : Bands Like It When You Yell "Yar!" At Them, CD promotionnel pour Highly Refined Pirates, Suicide Squeeze Records
- 2004 : They Make Beer Commercials Like This, Arena Rock Recording Co, réédité en 2008 par Suicide Squeeze Record
- 2005 : Minus The Bear/City On Film Split, Split comprenant « This Ain't A Surfin' Movie » (IQU Remix), Polyvinyl
- 2008 : Acoustics, EP featuring « Guns & Ammo » et des versions acoustiques de 6 morceaux sortis précédemment, Tigre Blanco Records
- 2009 : Into The Mirror, Single pour Omni avec en face-b « Broken China », Tigre Blanco Records
- 2011 : Hold Me Down, Single pour Omni avec en face-b "Broken China », incluant trois pistes live au Dangerbird Records Stuido et un remix de fan de « My Time », Dangerbird Record
- 2012 : Your Private Sky, Single pour le Record Store Day incluant deux b-side d'Omni, « Your Private Sky » et « South Side Life », Dangerbird Records

### Remixes
- 2007 : Interpretaciones del Oso, Suicide Squeeze Records